# 스테퍼니 마티니
스테퍼니 마티니(영어: Stefanie Martini, 1990년 10월 6일 ~ )는 영국의 배우이다. 영화 《비뚤어진 집》(2017)에 출연한다.

## 출연작 목록

### 영화
- 비뚤어진 집(2017) - 소피아 더해빌랜드
- 허리케인: 배틀 오브 브리튼(2018)

### 텔레비전 드라마
- 닥터 손
- 에메랄드 시
- 인데버 시즌3/  3화에 출연